# Universidad de Miskatonic

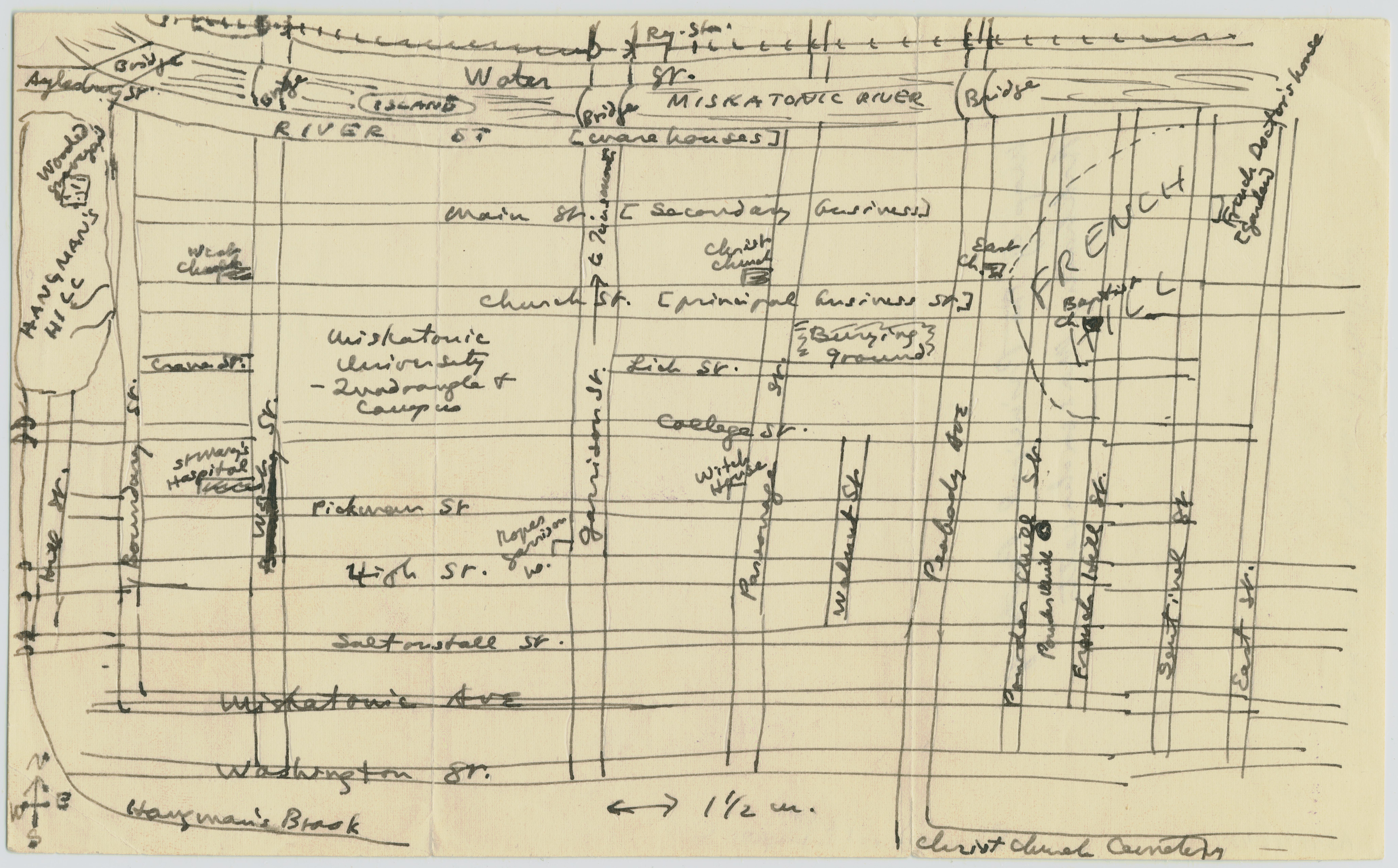
Boceto hecho a mano por Lovecraft con la ubicación de la Universidad en Arkham

La Universidad de Miskatonic es una universidad ficticia ideada por el escritor estadounidense Howard Phillips Lovecraft.
Según sus escritos y novelas, se encuentra en la ciudad de Arkham, Massachusetts, Estados Unidos; más exactamente a orillas del igualmente ficticio río Miskatonic del cual toma su nombre. Fue fundada, al parecer, en 1690. 
Su lema es: "Ex Ignorantia Ad Sapientiam; Ex Luce Ad Tenebras" ("De la Ignorancia a la Sabiduría; de la Luz a la Oscuridad").
En su biblioteca se albergan numerosos libros arcanos, entre los que se encuentra un ejemplar del Necronomicón, grimorio de origen árabe y portador de conocimientos ocultos que se menciona en muchos de los relatos de Lovecraft. En los mismos es frecuente que la Universidad de Miskatonic financie expediciones a tierras remotas o que el protagonista sea profesor de dicha universidad.
Según los estudiosos de la obra de Lovecraft está inspirada en el Bradford College.